# Baroud
Baroud è un film del 1932 diretto da Rex Ingram e da Alice Terry.
Si tratta dell'unico film girato in sonoro dalla casa di produzione del regista irlandese, che segnò il fallimento della compagnia Rex Ingram. Nel film Ingram si avvale anche dell'assistenza di sua moglie, l'attrice Alice Terry in qualità di regista. La pellicola fu girata interamente in Marocco con largo utilizzo di attori non professionisti del luogo e la versione in inglese dallo stesso titolo Baroud fu proiettata negli Stati Uniti con il titolo alternativo di Love in Morocco.

## Trama
André Duval e Si Hamed sono entrambi sergenti nel corpo militare degli  Spahis, composto da cavalieri algerini arruolati nella Legione straniera francese. Andrè si innamora della sorella di Si Hamed, Zinah, nonostante egli sia considerato un infedele e le sue attenzioni verso la ragazza araba potrebbero portarlo alla morte. Il padre di Zinah, Si Hallal, è un capo berbero alleato del bandito Si Amarok. Quest'ultimo, anch'egli innamorato della ragazza, ordisce un piano per rapirla e tradire suo padre. Quando con il suo esercito, Si Hallal decide di assalire gli Spahis dove si trova anche suo figlio, i due amici combattono fianco a fianco.

## Produzione
Il film fu prodotto dalla Armor Films (con il nome La Société des Films Armor), Gaumont British Picture Corporation, Super-Film.

## Distribuzione
Distribuito dalla Société des Etablissements L. Gaumont, uscì nelle sale cinematografiche francesi il 18 novembre 1932.